# Liu Congcong
Liu Congcong (chiń. 刘聪聪; ur. 8 grudnia 1990 w Chinach) – chińska siatkarka grająca jako środkowa. Obecnie występuje w drużynie Bayi (Army) Keming Surface Industry.